# Juanita Moore
Juanita Moore (Greenwood, 19 oktober 1914 – Los Angeles, 1 januari 2014) was een Amerikaanse actrice.

## Levensloop en carrière
Voor ze actrice werd, was ze danseres bij de Cotton Club in New York. Ze maakte haar filmdebuut in Pinky uit 1949. Haar bekendste rol was echter deze van Annie Johnson in Imitation of Life. Hiervoor werd ze genomineerd voor een Oscar en een Golden Globe, maar ze greep telkens naast de prijs. Ze was pas de vijfde Afro-Amerikaan ooit die genomineerd werd voor een Oscar.
Moore speelde gastrollen in onder meer Dragnet, Marcus Welby, M.D., ER en Judging Amy. Haar laatste film was The Kid met Bruce Willis uit 2000. 
Moore overleed in 2014 op 99-jarige leeftijd.
In 2024 kreeg Moore een postume ster op de Hollywood Walk of Fame.
- Biblioteca Nacional de España: XX5355356
- Bibliothèque nationale de France: cb17060392p (data)
- Gemeinsame Normdatei: 143148648
- International Standard Name Identifier: 0000 0001 1437 5856
- Library of Congress Control Number: no90008781
- Nationale Bibliotheek van Israël: 987007438822805171
- Virtual International Authority File: 243578854
- WorldCat: E39PBJxRBvHbXdk3q4JdW746rq